# Kostel svatého Tomáše (Nýrsko)
Kostel svatého Tomáše je památkově chráněná sakrální stavba v Nýrsku. Kapli Panny Marie nechal ke kostelu sv. Tomáše přistavět Diviš Koc z Dobrše. Pohraniční rod Pánů z Dobrše si v nýrské svatyni nechal vystavět rodovou hrobku. Na návrší na okraji obce s nedalekým areálem nového hřbitova.

## Stavební fáze

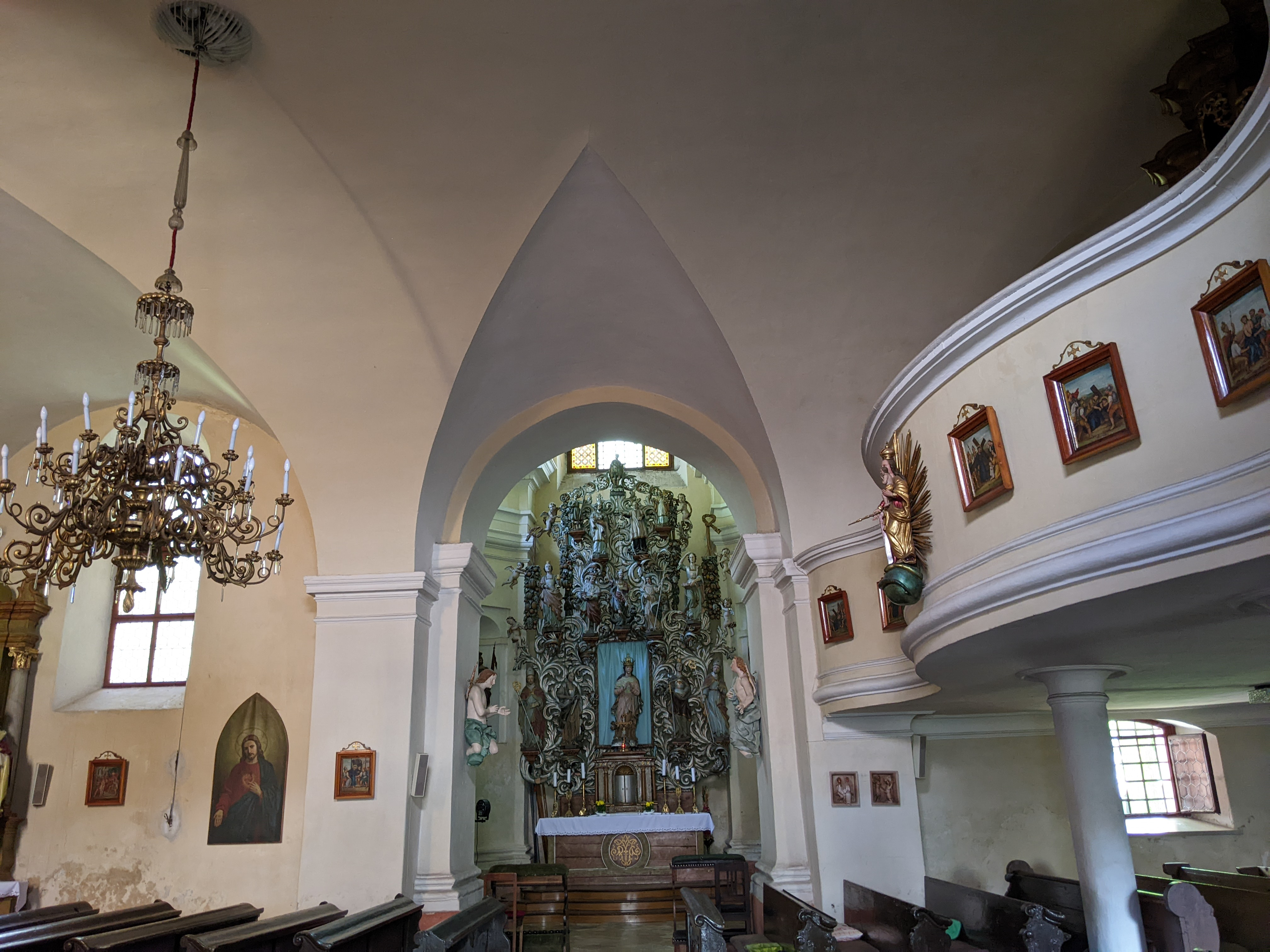
Interiér kostela

Stavba kostela sv. Tomáše se datuje před rok 1372 (uvádí se i rok 1352).

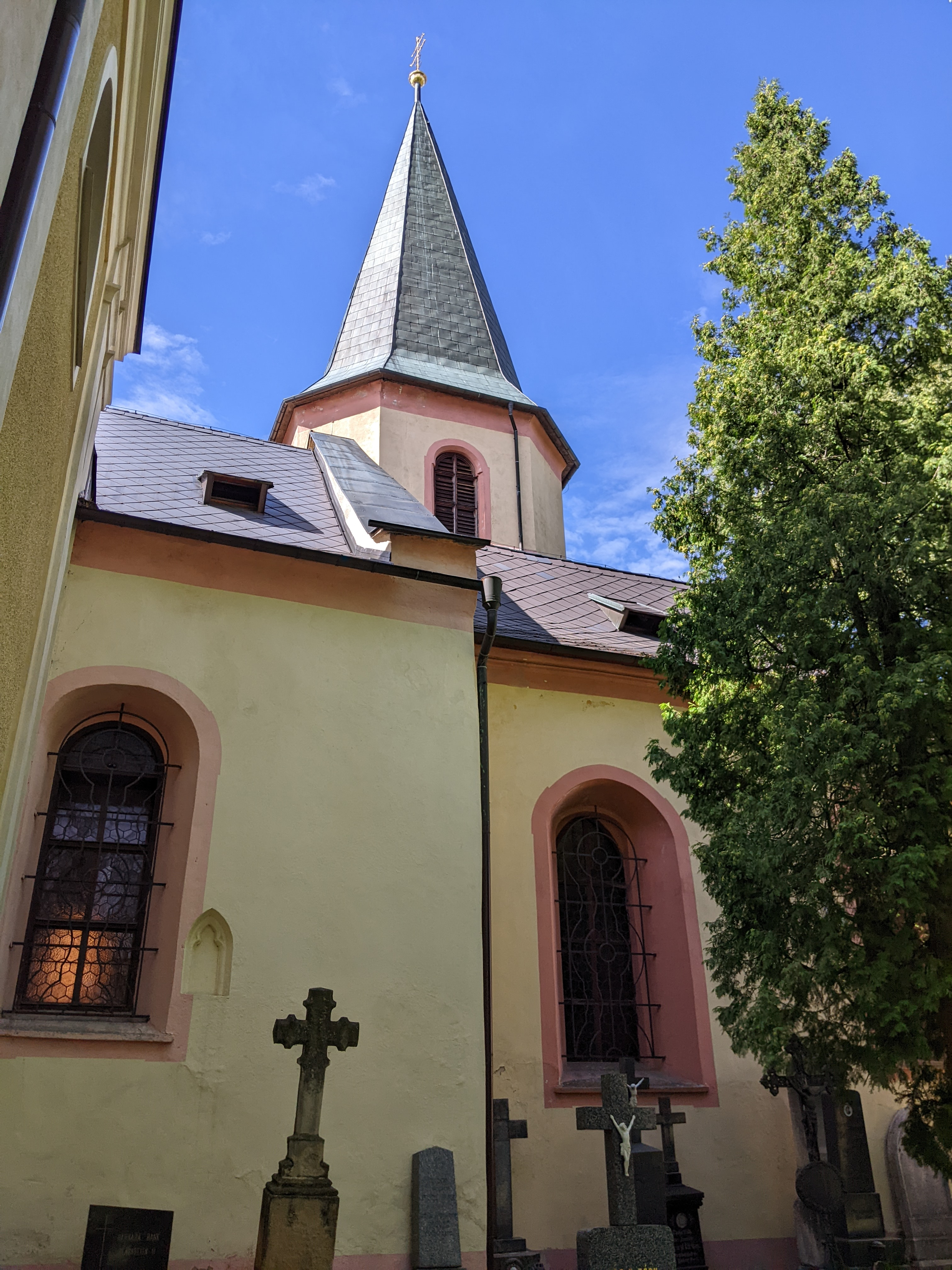
Pohled na kostel

## Stavební podoba

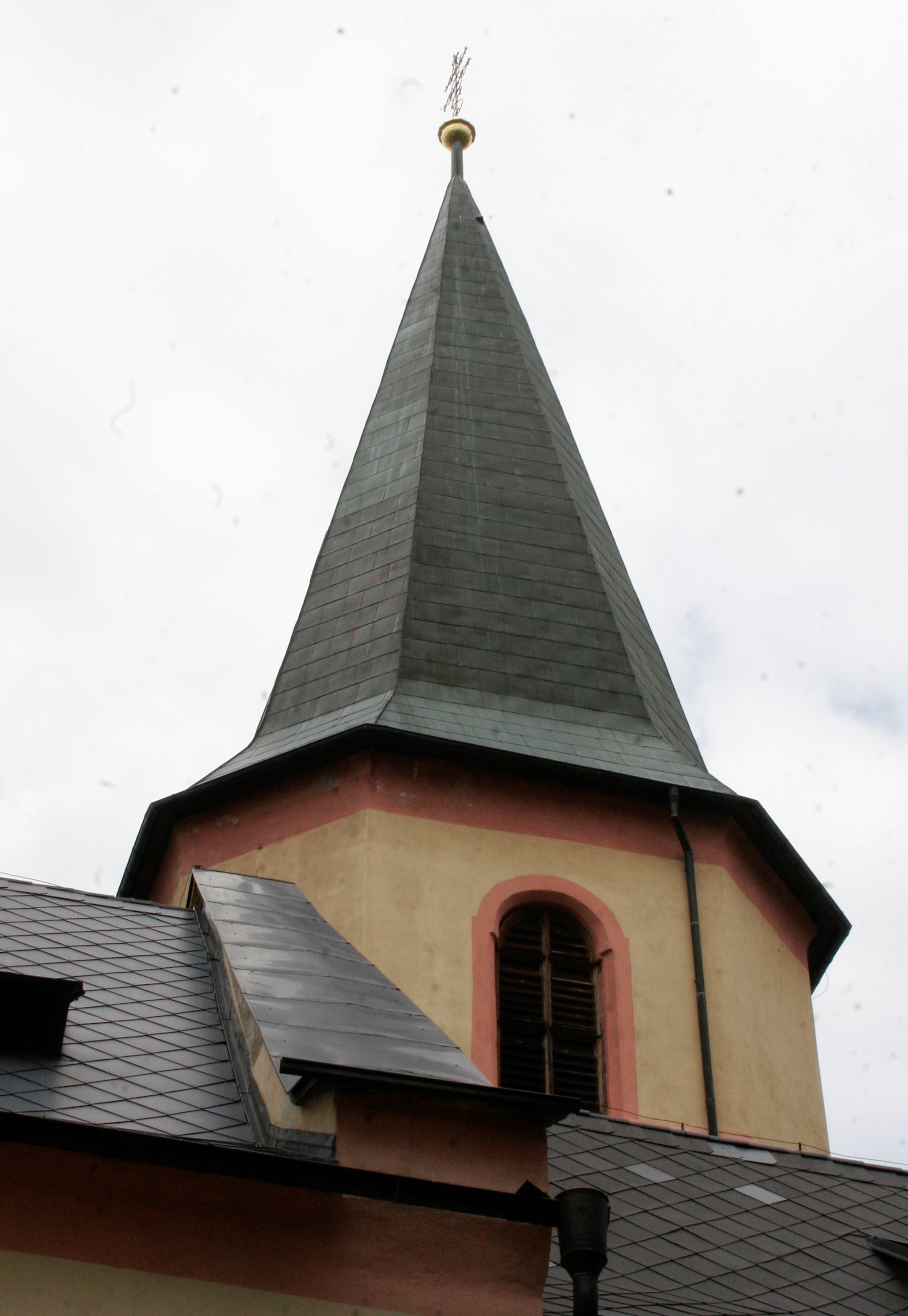
Detail věže kostela

Kostel sv. Tomáše v Nýrsku je gotická stavba, půdorysně řešena jako jednolodní. V 18. století k ní byla přistavěna čtyřboká kaple Panny Marie s kupolí, která svou rozlohou pojímá třetinu plochy kostela na jižní straně a je doplněna o obdélnou předsíň na straně severní. K presbytáři přiléhá věž, která do výše druhého patra kopíruje původní čtvercový půdorys. Ve vyšších patrech se mladší přestavbou půdorys mění v osmiboký hranol, jenž je zakončen jehlancovou střechou. Do věže se vstupuje portálem s barokní štítovou římsou. Strop lodě kostela je sklenut valenou klenbou s lunetami a pětiboký presbytář sklenut křížovou klenbou v jednom poli. Konzoly obsahují maskarony, tj. plastický zdobný motiv, který může mít podobu lidské tváře nebo mytické bytosti.

## Římskokatolická farnost Nýrsko
Historický přehled : plebanie r. 1358, matriky od r. 1654

## Seznam správců farnosti Nýrsko
- od r. 1926 do 30.3.1948 P. Jaroslav Josef Šálek, kooperátor, pak administrátor v Nýrsku / přeložen do Zavlekova
- od 1.7.1947 P. Jan Kopačka, kooperátor v Nýrsku, od 1.4.1948 administrátor intercalaris ( dočasný správce )v Nýrsku, od 1.6.1948 kooperátor v  Červeném Dřevě, od 1.10.1948 administrátor intercalaris ( dočasný správce )v Dešenicích
- od 1.6.1948 P. Antonín Chramosta, PhDr.,administrátor v Nýrsku
- od 1.4.1950 P. Pavel Kutný, administrátor v Nýrsku / přeložen do Klatov
- od 1.5.1952 P. Jan Kopačka, administrátor v Nýrsku / přeložen do Klatov
- od 1.4.1963 P. František Xaver Štribl, Mgr.,administrátor v Nýrsku / přeložen do Nepomuka
- od 1.4.1966 P. František Uhlíř, administrátor v Nýrsku / přeložen do Přeštic
- od 1.6.1971 P. Josef Šimsa, administrátor v Nýrsku / od 1.1.2005 do 31.12.2010 výpomocný duchovní v Nýrsku
- od 1.1.2005 P. Petr Jandera, administrátor v Nýrsku / zemřel 5.8.2011
- od 1.9.2011 P. Ryszard Potega, Mgr.,administrátor v Nýrsku / přeložen do Polska

- od 1.9.2024 Mons. Josef Žák, Mgr.,administrátor v Nýrsku 